# Friday's Project
Friday's Project és una marca de moda femenina propietat del grup Comdifil, també propietaris de la marca Double Agent. L'empresa està orientada a dones d'entre 25 i 40 anys fa servir l'estratègia del prontomoda, que permet presentar novetats de disseny setmanalment, mitjançant un bon sistema de distribució i fabricació pròpia. L'ideòleg del projecte és Julián Imaz, qui fou el creador conceptual de Bershka el 1998.
Julián Imaz havia treballat com a proveïdor del grup Inditex a l'empresa Comdipunt i posteriorment ideant el projecte de Bershka. El 2006 el grup Inditex va tancar la seva línia de botigues Often. Llavors Julián Imaz va adquirir aquesta xarxa i va fundar Friday's Project, una cadena de moda amb voluntat de realitzar una forta expansió inicial. La marca va arribar a tenir més de 70 botigues en set països en un període de 2 anys, però al cap de poc el seu negoci es va veure afectat per l'arribada de la crisi econòmica de finals de la dècada dels 2000. El grup Comfidil va decidir rellançar la marca el 2015 basant-se en el model de botiga pròpia, obrint un establiment de 100 metres quadrats a les Rambles de Barcelona l'agost de 2015, i preveu distribuir els seus productes a través de botigues multimarca.